# Protokoll von 1972 zum Einheitsabkommen
Im März 1972 fand in Genf eine Konferenz zur Änderung des Einheitsabkommen über die Betäubungsmittel von 1961 (Suchtgiftkonvention) statt. Die Änderungen wurden in einem Protokoll festgehalten, das am 25. März 1972 verabschiedet wurde. Es trat am 8. August 1975 aufgrund der Ratifikation oder des Beitritts von 40 Vertragsparteien in Kraft.

## Inhalt
Das Protokoll von 1972 enthält keine wesentlichen inhaltlichen Neuerungen gegenüber dem Einheitsabkommen. Es präzisierte die geltenden Pflichten der Vertragsparteien über die Sammlung und Auswertung von Daten über Betäubungsmittel. Der Suchtstoffkontrollrat wurde um zwei zusätzliche Mitglieder erweitert, sein Aufgabenbereich wurde klarer bestimmt und die Kontrollmassnahmen zur Einhaltung des Einheitsabkommens wurden verschärft.

## Vertragsparteien
Ein Staat kann nur Vertragspartei des Protokolls von 1972 werden, wenn er das Einheitsabkommen ratifiziert hat. Ein Staat, der nach Inkrafttreten des Protokolls Vertragspartei des Einheitsabkommen wird, gilt auch als Vertragspartei des Protokolls, sofern er keine anderslautende Absichtserklärung kund tut (Art. 19 des Protokolls).